# Морісі
Морісі́ (фр. Mauricie) — адміністративний регіон у провінції Квебек (Канада), розташований на місці, де річка Сен-Моріс (Saint-Maurice) впадає до річки Святого Лаврентія. У списку регіонів має умовний номер «04».
Столиця регіону — місто Труа-Рів'єр.

Річка Сен-Моріс визначила ім'я регіону: абат Альбер Тессьє (Albert Tessier, 1895 — 1976) запропонував назву «Mauricie».